# George Rex Graham
George Rex Graham (18 de janeiro de 1813 - 13 de julho de 1894) foi jornalista, editor e empresário de publicações da Filadélfia, Pensilvânia. Ele fundou a revista Graham's Magazine aos 27 anos, depois de comprar a Burton's Gentleman's Magazine e a Atkinson's Casket. Seu jornal se tornou muito popular e era conhecido por seu pagamento generoso aos colaboradores.
Graham trabalhou com figuras literárias notáveis como Edgar Allan Poe e Rufus Wilmot Griswold, e possivelmente provocou a inimizade entre os dois. Após a morte de Poe, Graham o defendeu das acusações de Griswold por assassinato de reputação.

## Vida e trabalho
Graham nasceu em 18 de janeiro de 1813; seu pai era um comerciante de remessas que havia perdido muito de seu dinheiro no início do século XIX. Graham foi criado por seu homônimo e tio materno, George Rex, um fazendeiro de Montgomery County, Pensilvânia. Aos 19 anos, Graham tornou-se aprendiz de marceneiro antes de decidir estudar direito. Depois de ser admitido no tribunal em 1839, Graham se interessou em publicar em um momento em que a Filadélfia encarava a Nova Iorque como líder da indústria de livros e publicações periódicas na América.

### Carreira editorial

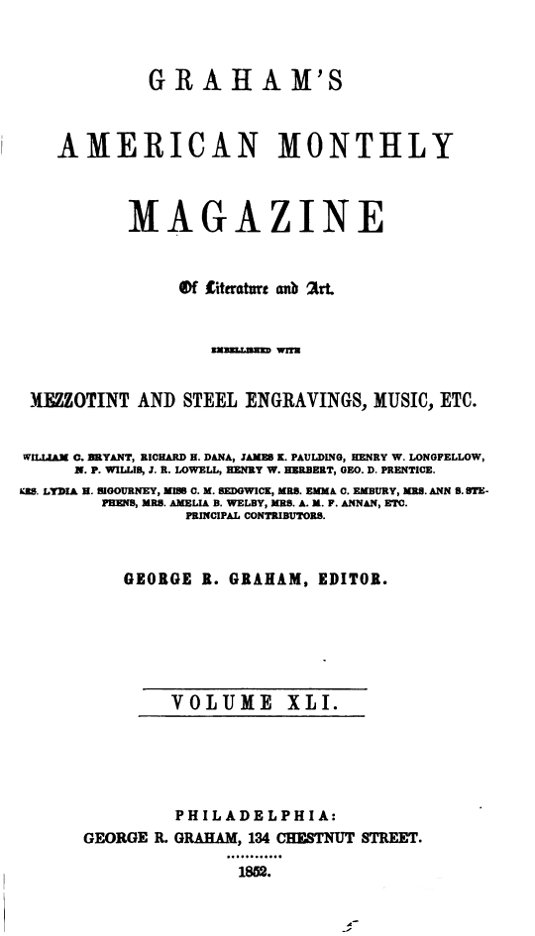
Página de rosto de uma edição de 1852 da Graham's Magazine

Graham começou seu trabalho editorial com uma posição editorial no Saturday Evening Post. Seu proprietário Samuel C. Atkinson anunciou em 9 de novembro de 1839 que havia vendido o Post a Graham e John S. Du Solle. Ele então se tornou o proprietário da Atkinson's Casket. Aos 27 anos, Graham combinou a publicação incipiente com a Burton's Gentleman's Magazine em dezembro de 1840. A publicação adquirida tinha 3.500 assinantes, elevando sua lista total para 5.000. Em seu primeiro ano, esse número saltou para 25.000. O sucesso foi parcialmente devido à disposição de Graham de incluir gravuras e ilustrações novas em um momento em que a maioria das publicações mensais estava reutilizando pratos antigos de outras revistas. Ele também pagou muito bem a seus escritores freelancers. De fato, nos anos posteriores, uma "página Graham" era o novo padrão de pagamento para o trabalho de revista.
Edgar Allan Poe foi contratado como editor e escritor em fevereiro de 1841. Graham concordou em ajudar Poe com seu diário planejado The Penn, se Poe trabalhou para ele por seis meses. Por todas as contas, Poe e Graham se davam muito bem e tinham um bom relacionamento de trabalho. Poe recebia 800 dólares por ano, enquanto Graham ostentava 25.000 dólares em lucros. Poe originalmente chamou esse salário de "liberal", mas depois se referiu a ele como "nambipambia" quando comparado aos lucros de Graham. A Graham's Magazine foi a primeira a publicar muitos dos trabalhos de Poe, incluindo Os Assassinatos da Rua Morgue e The Colloquy of Monos and Una. Poe deixou a revista em abril de 1842.
Graham contrataria Rufus Wilmot Griswold, o rival de Poe, como seu próximo editor. Griswold recebia um salário de mil dólares por ano, mais do que pagara a Poe, emprestando algum veneno adicional à animosidade entre os dois homens. Para seu crédito, Griswold conseguiu contratar Henry Wadsworth Longfellow para escrever para a Graham's exclusivamente por um tempo.
Alegadamente, Poe ofereceu a primeira publicação de The Raven a Graham, que recusou. Ele pode ter dado 15 dólares a Poe como uma instituição de caridade amigável, mas não gostou do poema. Graham compensou Poe pouco tempo depois, publicando o ensaio A Filosofia da Composição, no qual Poe conta sua inspiração para seu famoso poema e a técnica de escrever bem.
Após a morte de Poe, Graham o defendeu contra críticos como Griswold. Em março de 1850, ele publicou em sua revista Defense of Poe e, quatro anos depois, em fevereiro de 1854, The Genius and Features of the Late Edgar Allan Poe.
Graham e sua revista trabalharam com muitos outros autores notáveis, incluindo William Cullen Bryant, James Fenimore Cooper, Nathaniel Hawthorne, James Russell Lowell e outros.
Graham investiu em cobre, uma decisão que o deixou em sérias dificuldades financeiras. Em 1848, ele vendeu sua revista para Samuel Dewee Patterson, embora tenha mantido o título de editor. Um ano depois, o artista John Sartain, cujas gravuras haviam se tornado um importante ponto de venda da Graham's, partiu para fundar seu próprio diário, a Sartain's Union Magazine. Em 1850, Graham conseguiu recomprar seu interesse na Graham's Magazine com a ajuda de amigos que simpatizavam com seus problemas financeiros. No entanto, a concorrência com a Harper's New Monthly Magazine causou quedas significativas nas assinaturas, assim como a falta de direitos autorais internacionais. Charles Godfrey Leland assumiu quando Graham deixou a revista em 1853 ou 1854 e a Graham's Magazine deixou de ser publicada em 1858.

### Vida posterior
Aos 70 anos, Graham perdeu a visão, embora tenha sido parcialmente restaurada em uma operação. Ele foi assistido financeiramente por George William Childs antes de morrer em 13 de julho de 1894, em um hospital em Orange, Nova Jérsia. Ele foi enterrado no Cemitério Laurel Hill, na Filadélfia.